# ريد روبرتس (لاعب كرة قدم أمريكية)
ريد روبرتس (بالإنجليزية: Red Roberts)‏ هو لاعب كرة قدم أمريكية أمريكي، ولد في 23 أغسطس 1900 في سومرست في الولايات المتحدة، وتوفي في 27 يونيو 1945.

## وصلات خارجية
- ريد روبرتس على موقع مرجع كرة القدم المحترفة.كوم (الإنجليزية)